# 尼德蘭 (密蘇里州)
尼德蘭（英語：Netherlands）是位於美國密蘇里州佩米斯科特縣的非建制地區。

## 歷史
尼德蘭的郵局於1915年設立，1922關閉後又於1943年重啟，最終於1957年停運。

## 地理
尼德蘭所處的海拔為高於海平面82米（即269英呎），而該地所採用的時區為UTC-6，即北美中部時區（CST）。同時該地設有夏令時間，為UTC-6調快一小時，即UTC-5（CDT）。